# Yayla çorba
Yayla çorbası, Yayla çorba, Yoğurtlu çorba o Yoğurt çorbası (sopa de iogurt en turc) és una sopa de la cuina turca feta amb iogurt, arròs i cigrons com a ingredients bàsics. Aquesta sopa també conté menta, seca i molida, o en fulles fresques.